# Raul Roulien
Raul Salvador Intini Pepe (Botafogo, 8 de octubre de 1905-São Paulo, 8 de octubre de 2000), más conocido como Raul Roulien, fue un actor, cantante, guionista y director de cine brasileño. Es ampliamente considerado como la primera estrella brasileña masculina en Hollywood.

## Biografía
Raul Roulien, cuyo verdadero nombre era Raul Salvador Intini Pepe, nació el 8 de octubre de 1905 en el barrio de Botafogo en Río de Janeiro, Brasil. Proveniente de una familia de inmigrantes italianos, era hijo de Biagio Pepe y Anna Intini.
Desde una edad temprana, Roulien mostró un talento y pasión por el canto. Comenzó su carrera artística a los ocho años bajo el nombre de Raul Pepe y ganó reconocimiento por sus habilidades vocales. Tuvo la oportunidad de presentarse ante el presidente de Brasil en ese momento, Rodrigues Alves, así como también ante el famoso escritor brasileño Ruy Barbosa, quien se convirtió en su padrino.
En su adolescencia, Roulien viajó a Buenos Aires, Argentina, para visitar a uno de sus hermanos. Durante su estancia allí, fue contratado para cantar en el Cine Porteño, donde rápidamente ganó popularidad como cantante, pianista y compositor. Su éxito en Buenos Aires le abrió las puertas al mundo del teatro, y comenzó a forjar una carrera en el escenario.
En 1928, regresó a Brasil y fundó la compañía teatral «Abgail Maia-Raul Roulien» junto a su esposa de entonces, la actriz Abgail Maia. Juntos crearon un estilo de espectáculo conocido como «Teatro de Frivolidad», que consistía en presentaciones breves que tenían lugar entre las proyecciones de películas.
En 1931, después de su divorcio de Abgail, Roulien se trasladó a Nueva York en busca de nuevas oportunidades en la industria del cine. Fue contratado por 20th Century Fox y trabajó como actor en Hollywood hasta 1934. Durante su tiempo en Estados Unidos, participó en varias películas, incluyendo «There Were Thirteen» (1931), «Delicious» (1931), «Careless Lady» (1932) y «Flying Down to Rio» (1933), esta última siendo la película por la cual es más recordado. En «Flying Down to Rio», Roulien formó parte de un triángulo amoroso junto a Gene Raymond y Dolores del Río, y también interpretó la canción «Orchids in the Moonlight». La película es especialmente notable porque marcó el primer encuentro cinematográfico del famoso dúo de baile Fred Astaire y Ginger Rogers.
Después de su carrera en Hollywood, Roulien regresó a Brasil y continuó su trayectoria artística en su país natal. Siguió actuando en teatro y también incursionó en la dirección de cine.
Raul Roulien falleció en São Paulo, Brasil, el 8 de octubre de 2000, en el mismo día de su cumpleaños número noventa y cuatro.

## Trabajo en teatro y cine

### Películas
| Año  | Título                          | Rol                                        | Notas                         | Ref.   |
| ---- | ------------------------------- | ------------------------------------------ | ----------------------------- | ------ |
| 1931 | There Were Thirteen             | Max Minchin                                |                               | [ 7 ]  |
| 1931 | Delicious                       | Sascha                                     | Cantando «Delishious»         | [ 8 ]  |
| 1932 | Careless Lady                   | Luis Pareda                                |                               | [ 9 ]  |
| 1932 | State's Attorney                | Señor Alvarado                             | Sin acreditar                 | [ 12 ] |
| 1932 | The Painted Woman               | Jim Kikela                                 |                               | [ 13 ] |
| 1933 | El Último Varon Sobre La Tierra | Ralph Martin                               |                               | [ 14 ] |
| 1933 | Primavera en otoño              | Juan Manuel Valladres                      |                               | [ 15 ] |
| 1933 | It's Great to Be Alive          | Carlos Martin                              |                               | [ 16 ] |
| 1933 | No Dejes la Puerta Abierta      | Raul                                       |                               | [ 17 ] |
| 1933 | Flying Down to Rio              | Julio Ribeiro                              |                               | [ 18 ] |
| 1934 | Granaderos del Amor             | Erich Remberg / Pierre Laval               |                               | [ 19 ] |
| 1934 | The World Moves On              | Carlos Girard (1825) / Henri Girard (1914) |                               | [ 20 ] |
| 1935 | Asegure a Su Mujer              | Ricardo Randall                            |                               | [ 21 ] |
| 1935 | Piernas de Seda                 | Frank Alton                                |                               | [ 22 ] |
| 1935 | Te Quiero Con Locura            | Alberto Foster                             |                               | [ 23 ] |
| 1937 | O Grito da Mocidade             | Raul Melo                                  |                               | [ 24 ] |
| 1939 | El Grito de la Juventud         |                                            | Director                      | [ 25 ] |
| 1939 | Aves Sem Ninho                  |                                            | Director y productor          | [ 26 ] |
| 1947 | Road to Rio                     | Cavalry Officer                            | Sin acreditar                 | [ 27 ] |
| 1947 | Asas do Brasil                  |                                            | Historia, guionista, director | [ 28 ] |

### Teatro
| Producción            | Año  | Teatro                    | Notas                        | Ref.   |
| --------------------- | ---- | ------------------------- | ---------------------------- | ------ |
| Malibu                | 1938 | –                         | Director                     | [ 29 ] |
| Prometo Ser Infiel    | 1941 | Teatro-Cassino Copacabana | También director y traductor | [ 30 ] |
| Patinho de Ouro       | 1941 | Teatro-Cassino Copacabana | También director             | [ 31 ] |
| Garçon                | 1941 | Teatro-Cassino Copacabana | También director             | [ 32 ] |
| Alguns Abaixo de Zero | 1941 | Teatro Boa Vista          | También director             | [ 33 ] |
| Trio em Lá Menor      | 1941 | Teatro Boa Vista          | También escritor y director  | [ 34 ] |
| Diana, Eu Te Amo      | 1941 | Teatro Boa Vista          | También director             | [ 35 ] |
| Coração               | 1941 | Teatro Boa Vista          | También escritor y director  | [ 36 ] |
| Na Pele do Lobo       | 1942 | Teatro Regina             | También director y traductor | [ 37 ] |